# Coquillettia nigrithorax
Coquillettia nigrithorax är en insektsart som beskrevs av Knight 1930. Coquillettia nigrithorax ingår i släktet Coquillettia och familjen ängsskinnbaggar. Inga underarter finns listade i Catalogue of Life.